# Tatevik Sazandarian
Tatevik Sazandarian (armeni: Տաթևիկ Սազանդարյան)  (Khendzoresk, 20 d'agost de 1916 (Julià) - Yerevan, 6 d'octubre de 1999) va ser una cantant d'òpera mezzosoprano i professora de música soviètica i armènia que va esdevenir membre del Soviet Suprem de la Unió Soviètica el 1958. Va actuar com a solista en el Teatre de l'Òpera d'Erevan de 1937 a 1961.

## Trajectòria
Encara que va néixer a la població armènia de Khendzoresk, en l'actual província de Siunik, en realitat va créixer a la capital azerbaidjanesa, Bakú. D'ençà dels 10 anys cantava com a solista en el cor de l'escola. Quan en tenia 16, es va mudar a Rússia, concretament a Moscou, on es va presentar a una sèrie d'actuacions d'afeccionats. Va estudiar-hi juntament amb l'actor i director teatral Ruben Simonov. Va començar a actuar en concerts el 1933. Després, va retornar a Armènia, i va estudiar a l'escola de música i teatre d'Erevan. Així doncs, el 1937, es va convertir en solista en el Teatre de l'Òpera d'Erevan. És recordada en especial per interpretar el personatge de Parandzem en l'òpera Arshak II de Tigran Txukhadjian i el de Tamar en David Bek d'Armèn Tigranian. També va protagonitzar Carmen, Aida i Eugeni Oneguin.
Del 1961 fins al 1970 va ensenyar al Conservatori Estatal Komitas d'Erevan, on va rebre el títol oficial de professora. Paral·lelament, va dirigir el departament de cant solista de l'Institut de Teatre i Belles Arts d'Erevan del 1972 al 1977. Va guanyar una reputació significativa a còpia d'exhibir-se en les ciutats més importants de l'URSS, sense deixar de banda altres països: va anar a Pèrsia, Suècia, Tunísia, Hongria, Síria, Bèlgica, Grècia, Txecoslovàquia i França. Del 1977 fins al final de la vida, va ser cap del departament del mateix conservatori.

## Ideologia política
Va passar a formar part del Partit Comunista de la Unió Soviètica l'any 1949. També va ser membre del Soviet Suprem de la Unió Soviètica en la cinquena convocatòria, és a dir, del 1958 al 1962.

## Vida personal
El seu marit, Akop Sergeyeviç Hancya, era un violinista, una figura pública i l'autor de diversos treballs científics, a més de liderar el Departament d'Art de l'RSS d'Armènia.

## Mort
Va morir naturalment a la capital armènia el 6 d'octubre del 1999, tot i que fonts alternatives indiquen que va ser el 6 de març del 2000. Va ser enterrada al cementiri de Tokhmax.
El 4 d'octubre del 2016, Haypost va posar en circulació un estamp pel centenari del seu naixement fet per Davit Dovlatyan, dissenyador gràfic de l'empresa. En l'estamp, s'hi veu la cantant en el paper d'Almast de l'òpera homònima d'Alexander Spendiaryan.
Un any més tard, el maig del 2017, es va celebrar un concert commemoratiu en honor i memòria de la cantant al Teatre Nacional d'Òpera i Ballet d'Erevan.

## Premis
Va ser premiada en múltiples ocasions.
- Orde de la Bandera Roja del Treball (1939)
- Artista Honorífic de l'RSS d'Armènia (1944)
- Artista del Poble de l'RSS d'Armènia (1947)
- Artista del Poble de l'RSS de l'Azerbaidjan (1947)
- Premi Stalin (1951)
- Premi Estatal de l'URSS (1951)
- Artista del Poble de l'URSS (1956)
- Orde de l'Amistat dels Pobles (1986)
- Orde de Sant Mesrob (1997)

## Filmografia
| Any  | Títol                                 | Rol          | Notes        |
| ---- | ------------------------------------- | ------------ | ------------ |
| 1941 | Erməni kinokonserti                   | Almast       | Curtmetratge |
| 1954 | Ermənistan sənət ustalarının konserti | Protagonista | –            |
| 1977 | Tatevik Sazandarian                   | Protagonista | Documentari  |